# آلمانی‌سازی

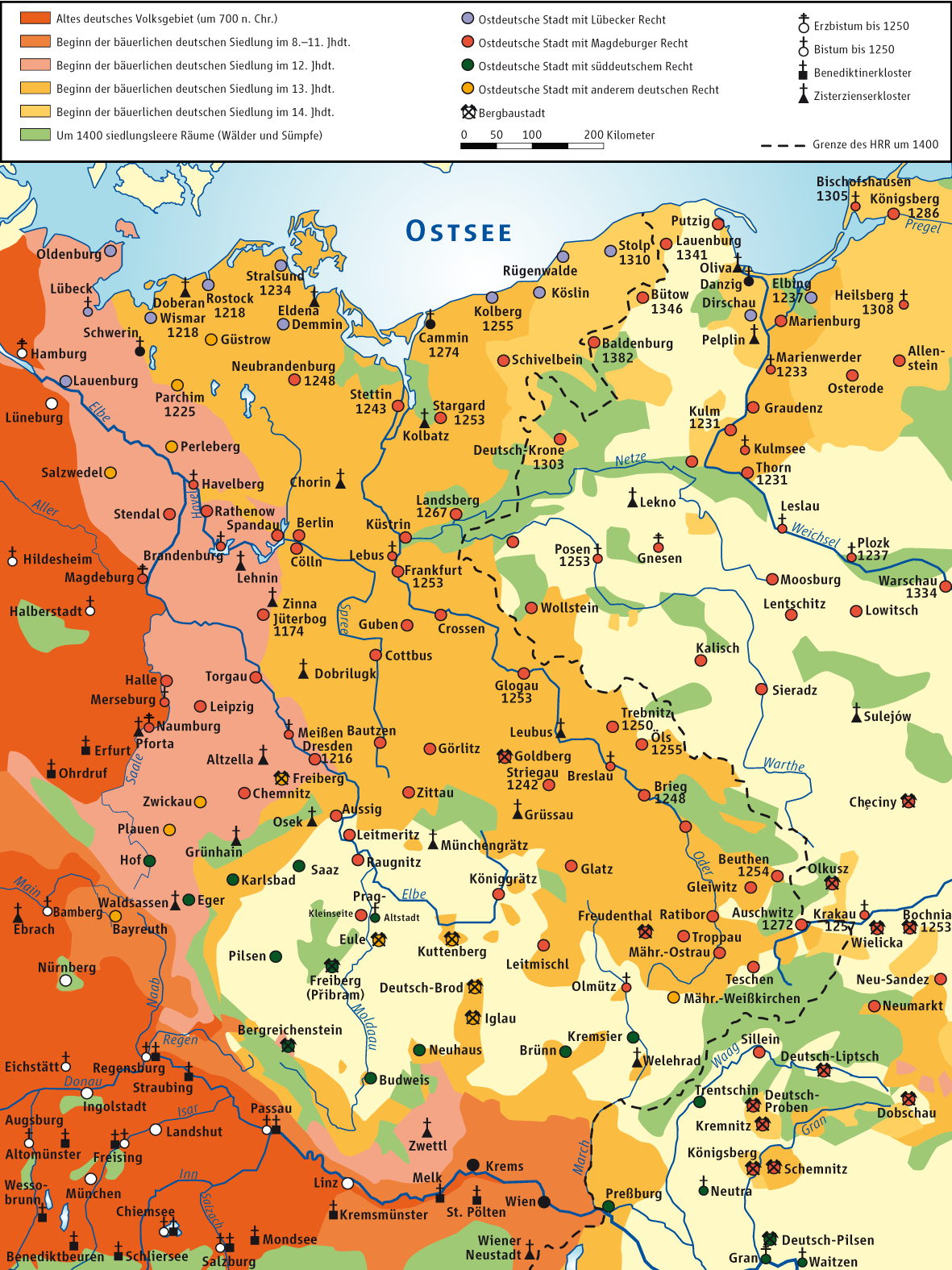
نقشهٔ سکونتگاه‌های شرقی آلمانی

آلمانی‌سازی (به آلمانی: Germanisierung) به گستراندن فرهنگ آلمانی به‌ویژه زبان آلمانی گفته می‌شود. این ایده بخشی بنیادین از تفکر محافظه‌کارانه آلمانی در سده‌های ۱۹ و ۲۰ را تشکیل می‌داد؛ دوره ای که در آن محافظه‌کاری و ملی‌گرایی قومیتی دست در دست هم داشتند. در زبان‌شناسی، آلمانی‌سازی همچنین هنگامی رخ می‌دهد که واژه‌ای آلمانی در زبان‌های دیگر به کار گرفته می‌شود. (در آلمانی به این روند Eindeutschung می‌گویند).
طبق سیاست‌های مناطقی چون اتریش تتونیکی، امپراتوری آلمان و آلمان نازی، غیرآلمانی‌ها اغلب از به کار بردن زبان خود محروم می‌شدند و فرهنگ و رسوم ایشان زیر پا قرار می‌گرفت. همچنین، جمعیت‌های مستعمره‌نشین آلمانی‌نسب برای تغییر تعادل جمعیتی بعضی مناطق به کار گرفته می‌شدند. در دوران نازی‌ها، آلمانی‌سازی به سیاستی مبتنی بر پاک‌سازی قومی و در نهایت نسل‌کشی بعضی جوامع غیرآلمانی تغییر یافت.